# Frans Waterreus
Franciscus Martinus Johannes Waterreus (Stratum, 19 november 1902 - Eindhoven 11 december 1962) was een Nederlandse baanwielrenner. Hij nam deel aan de Olympische Zomerspelen van 1924 waar hij samen met Gerard Bosch van Drakestein, Jan Maas en Simon van Poelgeest zevende werd op de ploegenachtervolging.
Waterreus maakte deel uit van het team van RTC het zuiden dat in 1929 het Nederlands clubkampioenschap wielrennen wist te winnen.